# جون ريان (لاعب اتحاد الرغبي)
جون ريان (بالإنجليزية: John Ryan)‏ هو لاعب اتحاد الرغبي بريطاني، ولد في 29 سبتمبر 1939 في نيوبورت في المملكة المتحدة.